# Piccolink
Piccolink är ett specialfall av handdator Det är en handburen, radiobaserad tunn klient anpassad med streckkodsläsare av lasertyp och byggd med tanke på lång batteritid och låg vikt.
Funktioner som beställning, inventering och etiketthantering, kan göras ännu effektivare då användaren har hela det administrativa systemets datakapacitet tillgängligt i handen.
En handdator med Wlan har samma funktion men kortare batteritid och högre vikt. Wlanet har på grund av sitt högre frekvensband sämre täckning.   